# میلاد عارفی مقام
میلاد عارفی مقام (زادهٔ ۱۳۷۴) ووشوکار ایرانی و اهل خرم‌آباد است.
وی در مسابقات ووشو قهرمانی جهان ۲۰۱۹، مدال طلای وزن ۸۵ کیلوگرم در بخش سان‌دا را به‌دست‌آورد.